# 王弘义
王弘义（7世纪—694年），中国唐朝和武周酷吏。

## 生平
王弘义生年不详，衡水人。年轻时无赖，一次在乡里向农夫求瓜，遭拒绝，就对县官谎称瓜田有白兔，县官派兵去寻找白兔，于是毁了瓜田。又有一次，行经赵州、贝州，见乡间老人为僧人作斋饭，就诬告他们谋反，二百余人被杀。王弘义则因告变有功，授游击将军。
载初元年（690年），唐睿宗的母后摄政皇太后武则天作势自己夺位，迁王弘义右台殿中侍御史。因之前白兔之事，内史李昭德说：“以前听闻苍鹰狱吏，如今看到了白兔御史。”有人告发胜州都督王安仁谋反，武则天敕王弘义调查。王安仁不服罪，自上枷锁以表忠，王弘义不为所动，在枷上刎下他的首级；又捕捉王安仁的儿子，正好王安仁的儿子到了，于是也刎下他的首级，将父子的首级装在匣子里封好带回去。回东都洛阳途中经过汾州，司马毛某设宴招待，但不知何故，王弘义在席间叱毛某离席下阶，斩之，用枪挑着他的首级进入洛阳，见者都吓得发抖。迁左台侍御史。
当时武则天以女主称帝，大臣心不附，于是武则天委托狱吏剪除宗室。天授二年（691年）起，王弘义与御史中丞来俊臣、同僚侯思止、郭弘霸、李敬仁、司刑评事康暐、卫遂忠揣摩武则天之意，召集无赖数百人行告密事，共行罗织，陷害良善。前后枉遭杀害者不可胜数。当时朝廷于丽景门内置诏狱，入狱者很少活着出狱，王弘义戏称丽景门为“例竟门”。王弘义的残酷与来俊臣相当，暑天另外准备狭窄的房间囚禁囚犯，将蒿草、毛毡堆在囚犯身上，囚犯不久就死了；囚犯已自诬，就置于其他监狱。每次移檄州县，檄文所到之处都震慑。王弘义惊诧道：“我的文檄如狼毒、野葛啊！”王弘义与酷吏周兴、来俊臣、丘神勣等构陷无辜者，都判死刑，公卿震恐，却没人敢直言。只有司刑丞徐有功心怀宽恕，诏下大理寺审理者，徐有功都在审议后释放，前后使上百家活命。
长寿元年（692年）九月，王弘义诬陷同平章事李游道、王璿、袁智弘、崔神基、李元素、春官侍郎孔思元、益州长史任令辉，他们都被罢官流放岭南。
僧人怀义要造大像，王弘义受诏在虢州采木作为材料，役使没有节制，用笞刑，壮丁多死。右司郎中苏珦调查上奏其事，王弘义终于因此罪被黜。延载元年（694年），来俊臣被贬，九月，王弘义也被流放琼州。他诈称收到武则天召他回京的敕令；但到汉水北岸的襄州时，他遇到了出使岭南的侍御史胡元礼。胡元礼讯问，发现王弘义诈称受诏被召回。王弘义无力自辩，求情：“我和你相似，为什么讯问我那么急？”胡元礼怒道：“我是洛阳尉时，你是御史；现在我是御史，你是囚犯。哪里相似了？”杖杀之。
来俊臣、王弘义等都伏诛后，刑狱暂息。武则天也有所觉悟。监察御史魏靖上言请复查酷吏们所定案情，获准。神龙元年（705年）三月，唐中宗下诏除名王弘义等已死酷吏二十三人，追夺官爵，天下称庆。中书舍人张廷珪上奏引王弘义采木造像虐杀工匠并费巨资之事谏中宗停造司马坂营大像。唐玄宗开元十三年（725年）三月，御史大夫程行谌奏王弘义等酷吏二十三人残害宗室，陷害良善，情状尤其严重，禁止其子孙仕官。

## 延伸阅读
[在维基数据编辑]
 《舊唐書·卷186上》，出自刘昫《舊唐書》
 《新唐書·卷209》，出自《新唐書》